# High on Fire
High on Fire es una banda de heavy metal estadounidense, originaria de Oakland, California, formada en 1999.
Matt Pike, líder y fundador, había tocado previamente en la banda de doom metal/stoner metal Sleep. La Banda es ganadora de un Premio Grammy a la mejor interpretación de metal por la canción Electric Messiah que hace parte del álbum Homónimo de la banda y obtenido en el año 2019.

## Miembros

### Miembros actuales
- Matt Pike (1998- presente) - guitarra,voz
- Jeff Matz (2006 - presente) - bajo
- Coady Willis (2021 - presente) - batería

### Miembros en vivo / de apoyo
- Ben Koller ( 2025 ) - Batería en vivo de apoyo

Ben Koller se une a la banda como baterista para su gira por Europa y el Reino Unido en octubre de 2025 debido a compromisos previos de Coady Willis 

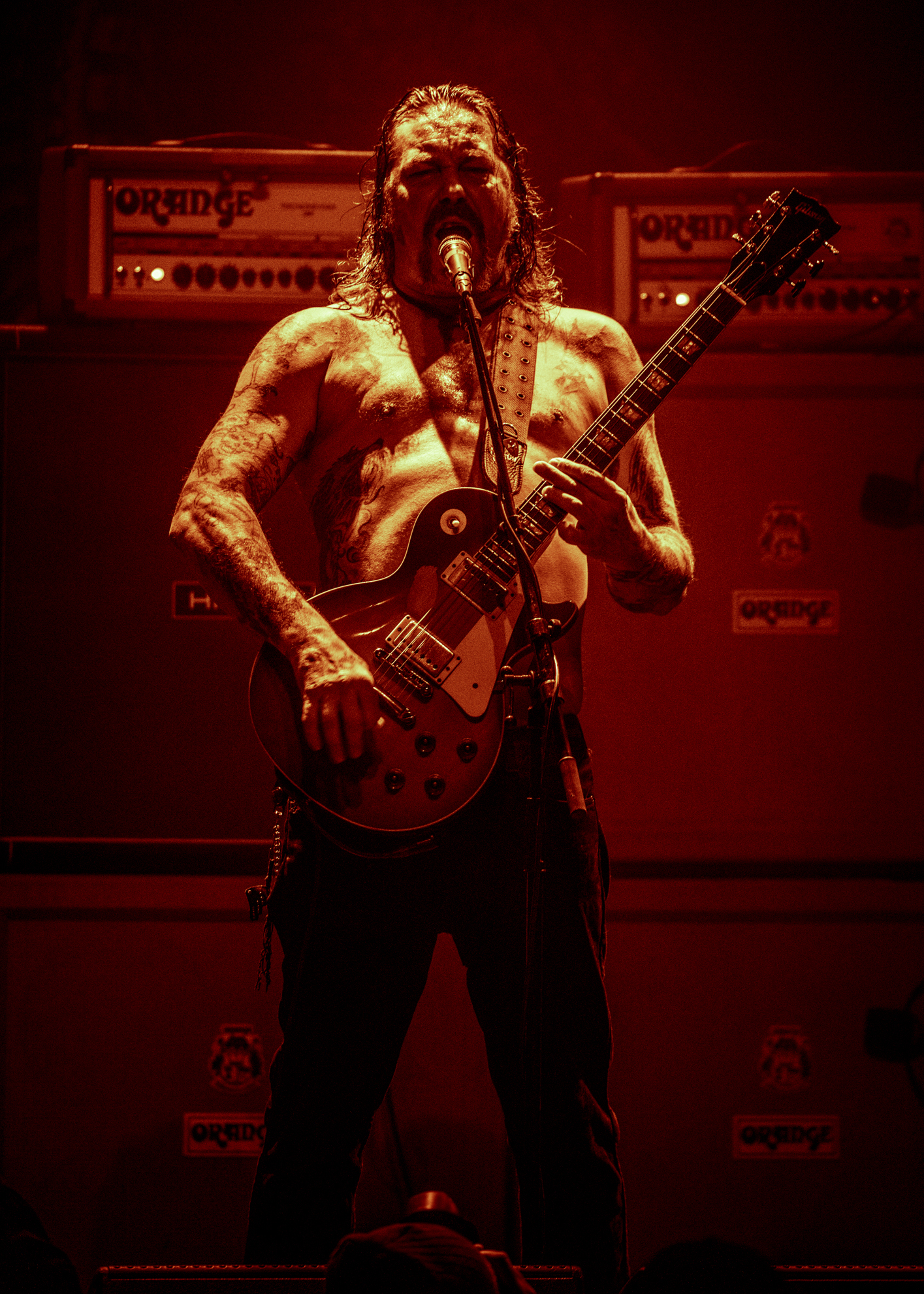
Matt Pike Guitarrista, Vocalista y Frontman de la banda. Actuando en vivo en 2016

### Miembros anteriores
- Joe Preston (2004-2006) - bajo
- George Rice (1998 - 2004) - bajo
- Karl Larson (1998) - guitarra
- Des Kensel (1998 - 2019) - batería

## Discografía

### EP
- 1999: Early Recordings Promo
- 2005: Split 7" with Ruins

### LP
- 2000: The Art of Self Defense
- 2002: Surrounded by Thieves
- 2005: Blessed Black Wings
- 2007: Death Is This Communion
- 2010: Snakes For The Divine
- 2012: De Vermis Mysteriis
- 2015: Luminiferous
- 2018: Electric Messiah
- 2024: Cometh The Storm